# كالوم تورنر
كالوم تورنر (بالإنجليزية: Callum Turner)‏ هو مخرج وممثل بريطاني، ولد في 15 فبراير 1990 بلندن في المملكة المتحدة.

## أعمال

### أفلام
- (2015) الغرفة الخضراء[5]
- (2016) أساسنز كريد[6]
- (2017) الولد الوحيد في نيويورك
- (2018)  جرائم جريندلوالد

### مسلسلات
- الحرب والسلم

## وصلات خارجية
- كالوم تورنر على موقع IMDb (الإنجليزية)
- كالوم تورنر على موقع روتن توميتوز (الإنجليزية)
- كالوم تورنر على موقع ألو سيني (الفرنسية)
- كالوم تورنر على موقع أول موفي (الإنجليزية)
- كالوم تورنر على موقع قاعدة بيانات الفيلم (الإنجليزية)
- كالوم تورنر على موقع كينوبويسك (الروسية)